# The Princess (film)
The Princess is een Amerikaanse actie-fantasyfilm uit 2022, geregisseerd door Le-Van Kiet.

## Verhaal
Na haar weigering om te trouwen met Julius, de machtige zoon van een diplomaat, wordt een prinses gedwongen te vechten om haar leven en haar koninkrijk te redden.

## Rolverdeling
| Acteur              | Personage   |
| ------------------- | ----------- |
| Joey King           | De prinses  |
| Dominic Cooper      | Julius      |
| Olga Kurylenko      | Moira       |
| Veronica Ngo        | Linh        |
| Ed Stoppard         | De koning   |
| Alex Reid           | De koningin |
| Katelyn Rose Downey | Violet      |

## Release
De film ging in première op 1 juli 2022 op de streamingdienst Hulu in de Verenigde Staten, Star+ in Latijns-Amerika en Disney+ in alle andere gebieden.

## Ontvangst
Op Rotten Tomatoes heeft The Princess een waarde van 61% en een gemiddelde score van 5,5/10, gebaseerd op 84 recensies. Op Metacritic heeft de film een gemiddelde score van 43/100, gebaseerd op 18 recensies.